# Dragon Tiger Gate
Dragon Tiger Gate  é um filme de ação e de artes marciais de 2006, conduzidos a Hong Kong dirigido por Wilson Yip e com coreografia de luta por Donnie Yen, que também é estrela no filme. O filme é baseado no manhua Heróis Orientais'', que leva o mesmo título Chinês no filme. Do lançamento do filme, em todos os territórios da de língua inglesa é tratada pela Weinstein Company.
Um saco de pancadas construídos para o filme, medindo cerca de 8 pés (2,4 m) de alta, 5 pés (1,5 m) de largura e um peso de cerca de 400 quilos, foi certificado como o maior do mundo pelo Guinness World Records.

## Enredo
Dragon Tiger Gate é uma academia criada por dois poderosos artistas marciais. A academia tem como objetivo capacitar os alunos em artes marciais , a fim de defender a justiça e combater a ameaça das tríades. A academia também é um paraíso para as crianças que tinham sido isoladas por tríades.
A história começa com os dois filhos de Wong, um dos fundadores da academia, que foram nascidas de mães diferentes. O mais velho é chamado de Dragão e o filho menor, é chamado de Tigre. Quando os meninos eram pequenos, a mãe do Dragão saiu da academia e deu metade do amuleto de Jade ao Dragão e disse-lhe que o seu meio-irmão, Tigre, tem a outra metade. Quando a mãe do Dragão foi morta em um incêndio, o Dragão foi tomado ao cuidado do chefe da tríade, Ma Kun, e ele cresceu para se tornar seu guarda-costas. Ma Kun é um sujeito do mal Luocha Culto.
Vários anos mais tarde, Tigre e seus amigos estão jantando em um restaurante e encontram Ma Kun e seus homens, que vão receber o Luocha Placa. A placa bacteriana é um símbolo da autoridade dentro do Luocha Culto e indica que o titular é apenas a segunda do líder do culto , Shibumi. Ma Kun e o líder da gangue os Leões Brancos estavam discutindo sobre a placa quando Tigre acidentalmente interrompe a reunião. Um dos amigos do Tigre faz fora com a placa enquanto o Tigre começa uma luta com os bandidos. Logo em seguida, o Dragão aparece e luta com o Tigre, a quem ele não reconhece que é seu meio-irmão. Ma Kun chama o Dragão para puxar para trás.
Mais tarde, naquela noite, o Dragão enfrenta o Tigre e seus amigos em um restaurante Japonês , retiraram a placa. Tigre e seus amigos após terem sido drogados por Escamosa, outro dos lacaios de Ma Kun, que também queria aproveitar para trás da placa, para provar ao seu chefe que ele é o melhor homem. Escamosa e seus seguidores lutam contra Dragão por posse da placa. Turbo Shek, outro jantar no restaurante, é despertado pela comoção e ele se junta a luta no lado de Dragão. Dragão e Turbo derrotam Escamosa e seus homens e o Dragão leva de volta a placa do Tigre. Só então, Tigre descobre que o Dragão tem a outra metade do amuleto e percebe que o Dragão é, na verdade seu meio-irmão.
Turbo segue Tigre de volta para Dragon Tiger Gate, querendo ser matriculados na academia para melhorar suas artes marciais. Ele é recusado pelo atual líder da academia, Mestre Wong, por sua arrogância. Consternado, o Turbo aguarda do lado de fora da academia e promete não sair, a menos que ele é aceito como aluno. Mestre Wong concorda em treinar com Turbo e derrota Turbo facilmente em combate. Turbo é humildemente e aceite pelo Mestre Wong como um estudante.
Enquanto isso, Ma Kun retorna o Luocha Placa para indicar a sua aposentadoria. Ele é apoiado pelo Dragão, que quer voltar ao Dragon Tiger Gate, e sua filha Ma Xiaoling, que quer uma vida simples. Shibumi vê isso como um insulto e envia seus capangas, o Casal de Demônios, para matar Ma Kun. Ele usa seu subordinado Lousha para atrair o Dragão, enquanto seus asseclas matam Ma Kun. Dragão retorna para resgatar Ma Kun, mas é tarde demais. Dragão acaba de matar o Casal de Demônios, depois de uma terrível luta e deixa Ma Xiaoling e ao seu irmão, cuidado antes de sair.
Shibumi ficou impressionado com o Dragão a derrotar seus capangas e vai para Dragon Tiger Gate para emitir um desafio. Com o Dragão mais não está presente, Mestre Wong, Tigre e Turbo aceitam o desafio Shibumi, mas foram totalmente derrotados. Mestre Wong é morto por Shibumi enquanto o Tigre e Turbo são gravemente feridos. Ma Xiaoling traz Tigre e Turbo para Montar Baiyun e procurar a ajuda de um Mestre de Qi. Mestre de Qi cura os feridos Tigre e Turbo, e ensina-lhes novas técnicas de artes marciais para lutar  contra Shibumi.
Tigre e Turbo combatem Shibumi no Preto Pagode para impedi-lo de cometer atos malignos de uma vez por todas. Apesar de suas habilidades em artes marciais têm melhorado bastante desde a última vez que eles lutaram, eles ainda são páreo para Shibumi. No momento crítico, o Dragão aparece e luta com Shibumi, eventualmente, matando-o com sua técnica de Dezoito Palmas. Antes de o filme termina, o Dragão retorna para Dragon Tiger Gate, juntamente com o Tigre e Turbo (que decide mudar seu nome para Leopard) para realizar o legado do mestre Mestre Wong.

## Elenco
- Donnie Yen como Dragão Wong
  - Howard Sentar-se como jovem Dragão
- Nicholas Tse como Tiger Wong
  - Tam Chun-ho como o jovem Tigre
- Shawn Yue como Turbo Shek
- Dong Jie como Ma Xiaoling
  - Isabella Leong como Ma Xiaoling (voz)
- Chen Kuan-tai como Ma Kun
- Yu Kang como Shibumi
  - Louis Koo como Shibumi (voz)
- Li Xiaoran como Lousha
  - Ella Koon como Lousha (voz)
  - Chan Kwan-rei, como jovens Lousha
- Yuen Wah como Mestre Wong
- Wong Yuk-tempo como Mestre de Qi
- Vicente Sze como Escamosa
- Tommy Yuen como a Xação de
- Sam Chan Ming
- Alan Lam como Patch
- Nick Lam como Instituição de ensino superior
- A xação de Yu como Fã
- Yan Hua como Stick
- Sheren Tang como  mãe do Dragão

## Sequela
Em Hong Kong, entrevista com a equipe de produção, foi citado que o elenco e a equipe se propõe a criar uma sequela para expandir a história na tela no verão de 2007. No entanto, com o elenco original, comprometida com uma longa lista de outros projetos, há ainda tem que ser sinais de qualquer nível de produção ou de conclusão até a data anunciada. Assim como em 2010, não houve qualquer menção de uma sequela.